# Солнечный остров (парк)
Парк «Со́лнечный о́стров» (ранее «Парк культуры и отдыха им. 40-летия Октября») — крупный городской парк на юге Краснодара в Карасунском округе. Является памятником природы, расположен на берегах реки Кубань и озера Старая Кубань. В парке произрастают 90 видов и форм деревьев и кустарников, некоторые участки леса достигают возраста 160 лет.

## История
14 июня 1876 года земельный участок при реке Кубань площадью 321 десятина и 160 квадратных саженей, принадлежащий сейчас парку, перешёл в потомственную собственность вдове кубанского писателя, полковника Головатого Марфе Головатой.
В начале XX века эти земли приобрёл предприниматель, член Попечительского Совета 1-й Екатеринодарской женской гимназии Адольф Николаевич Роккель, который и положил начало парку. Он начал разводить на острове редкие деревья и кустарники и соединил его тремя деревянными мостами с материком.
В 1927 году врач-офтальмолог и путешественник С. В. Очаповский писал:

«… толпы горожан, пользуясь очень удобным трамвайным сообщением с городом, охотно посещают берега „Старой Кубани“, её сады и так называемый участок Роккеля на острове, где ещё сохранилась древесная растительность в её естественном состоянии».
В августе 1929 года на берегу материка открылся «сад-курорт» с парковой планировкой. В нём были обустроены аллеи и клумбы, столы и скамейки, беседка и раковина для праздничных выступлений оркестра.
Со временем на острове появились питомник древесных культур и цветоводческое хозяйство треста «Горзеленхоз», на базе которых 12 ноября 1959 года был организован парк культуры и отдыха им. 40-летия Октября (ПКиО им. 40-летия Октября).
Решением Советского райисполкома города Краснодара от 26 августа 1981 г. № 354 и решением Краснодарского краевого исполнительного комитета Совета народных депутатов от 14 июля 1988 г. № 326 парку был присвоен статус памятника природы регионального значения.
В 2004 году парк получил название «Солнечный остров».

## Современное состояние
Основная часть парка площадью 43 гектара расположена на северном острове, охваченном озером Старая Кубань. Территорию парка пересекают многочисленные аллеи с клумбами. В парке в основном высажены рощи сосны обыкновенной, аллеи из дуба пирамидального, липы, массив из берёзы. 

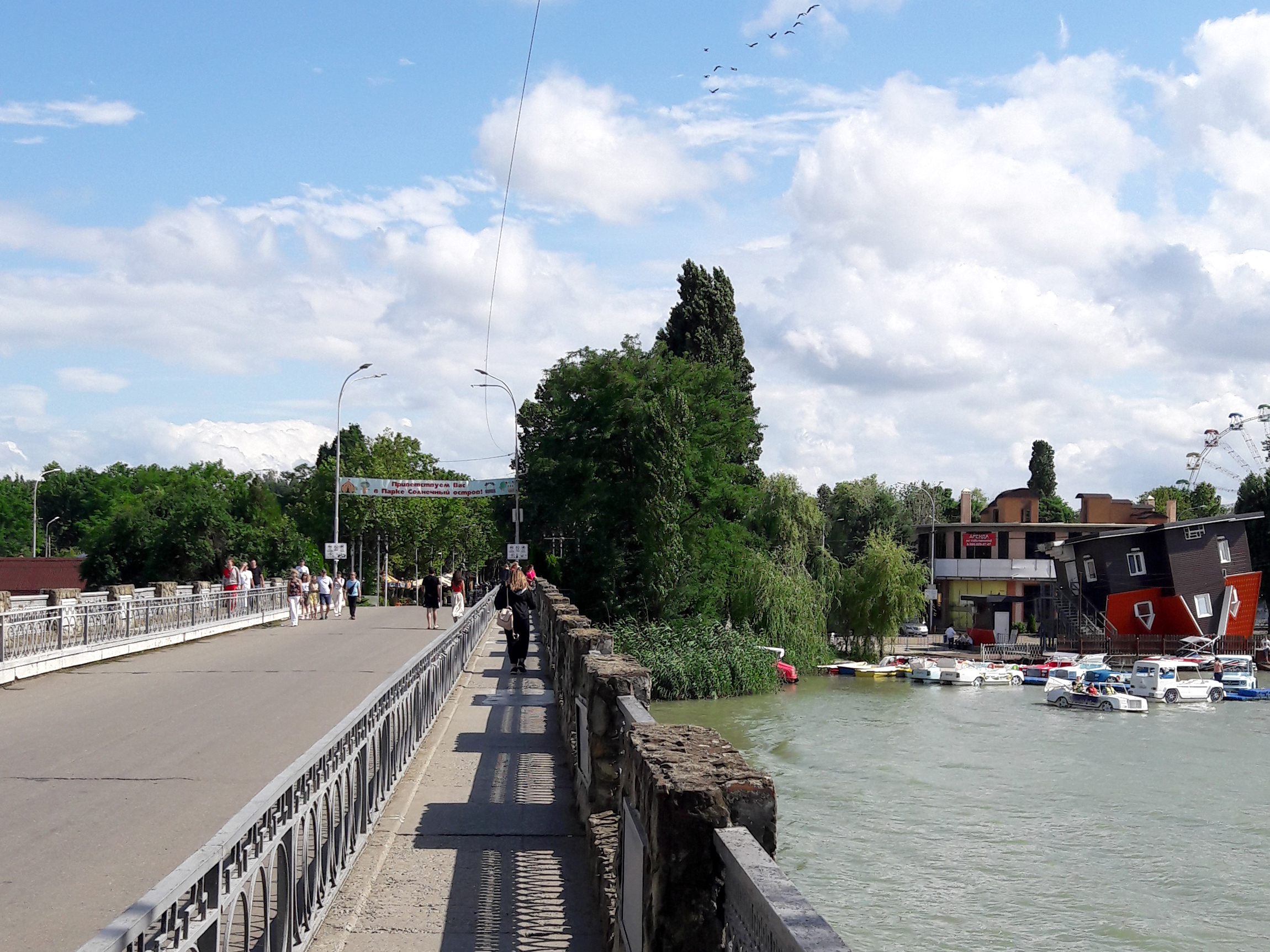
Автодорожный мост на центральном входе в парк
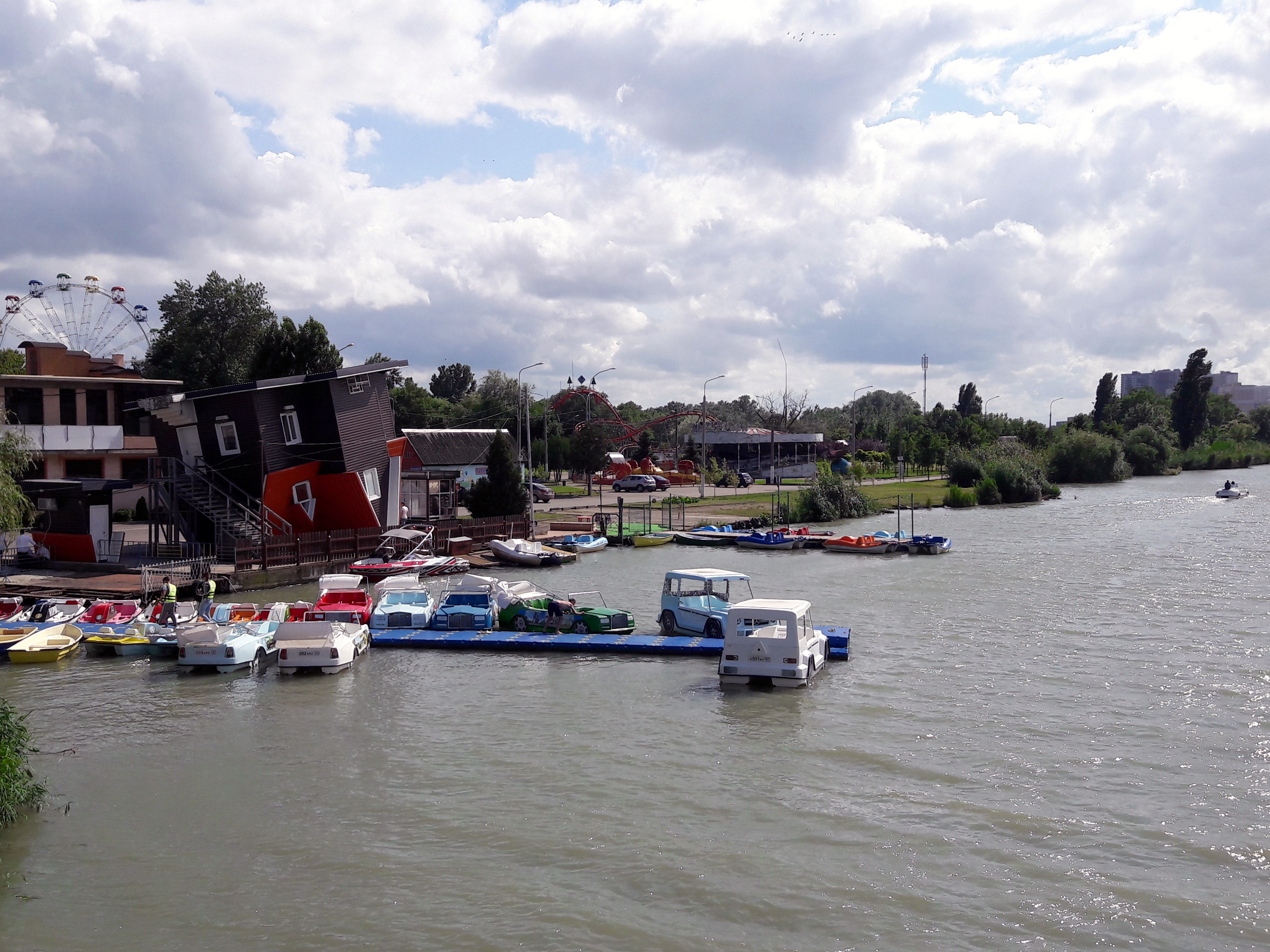
Лодочная станция
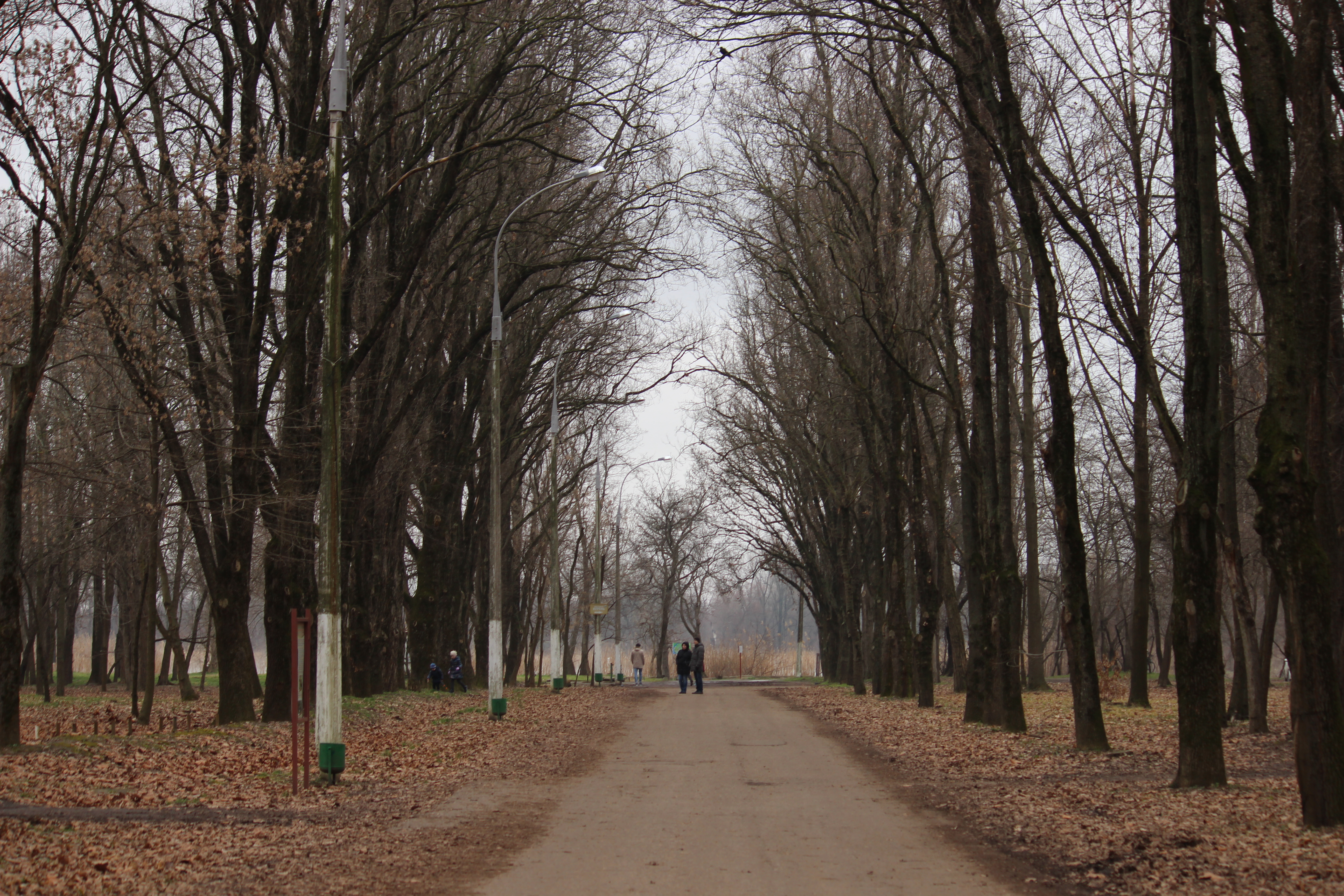
Центральная аллея парка
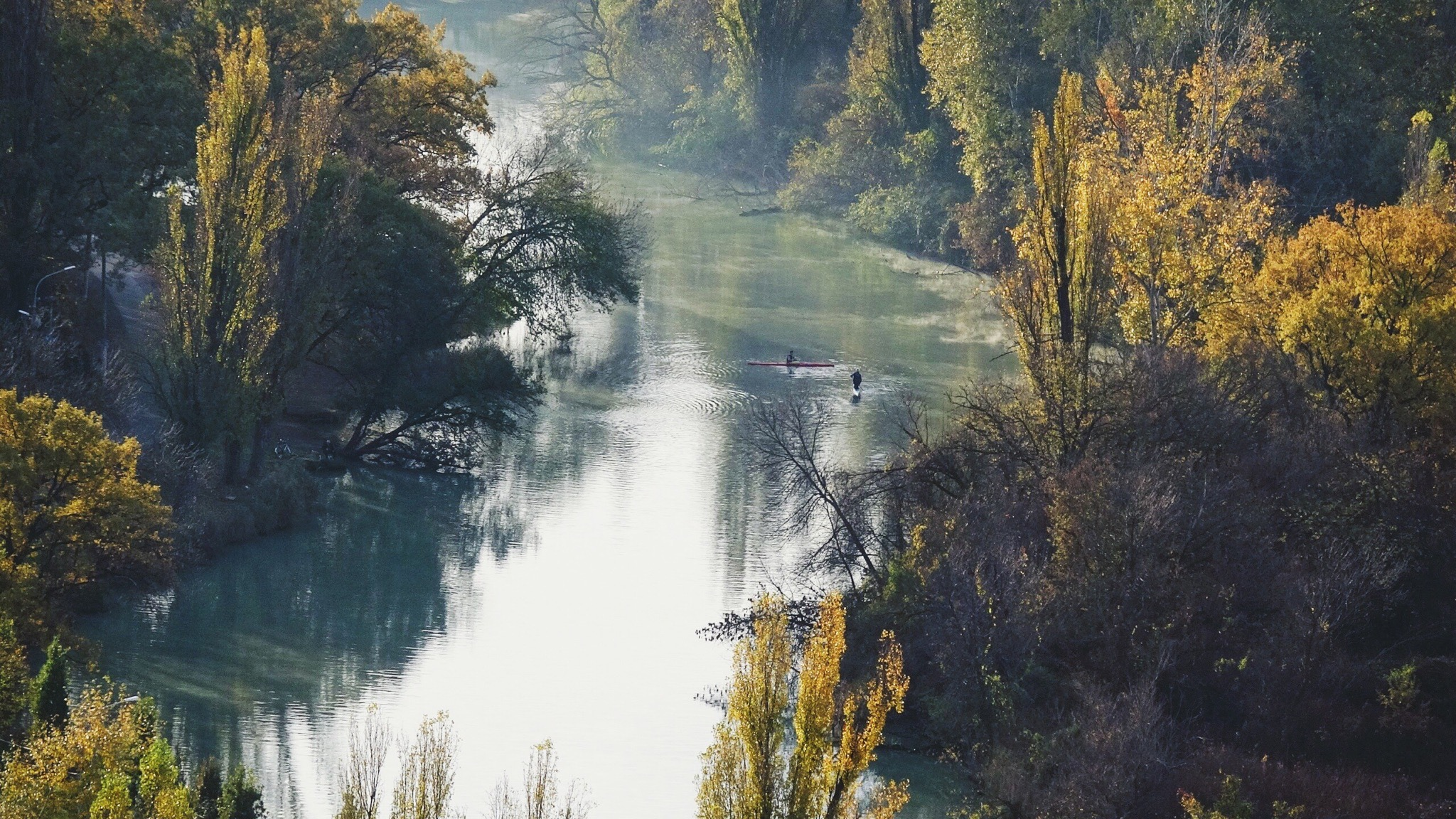
Пролив, отделяющий «Солнечный остров» от острова Большого
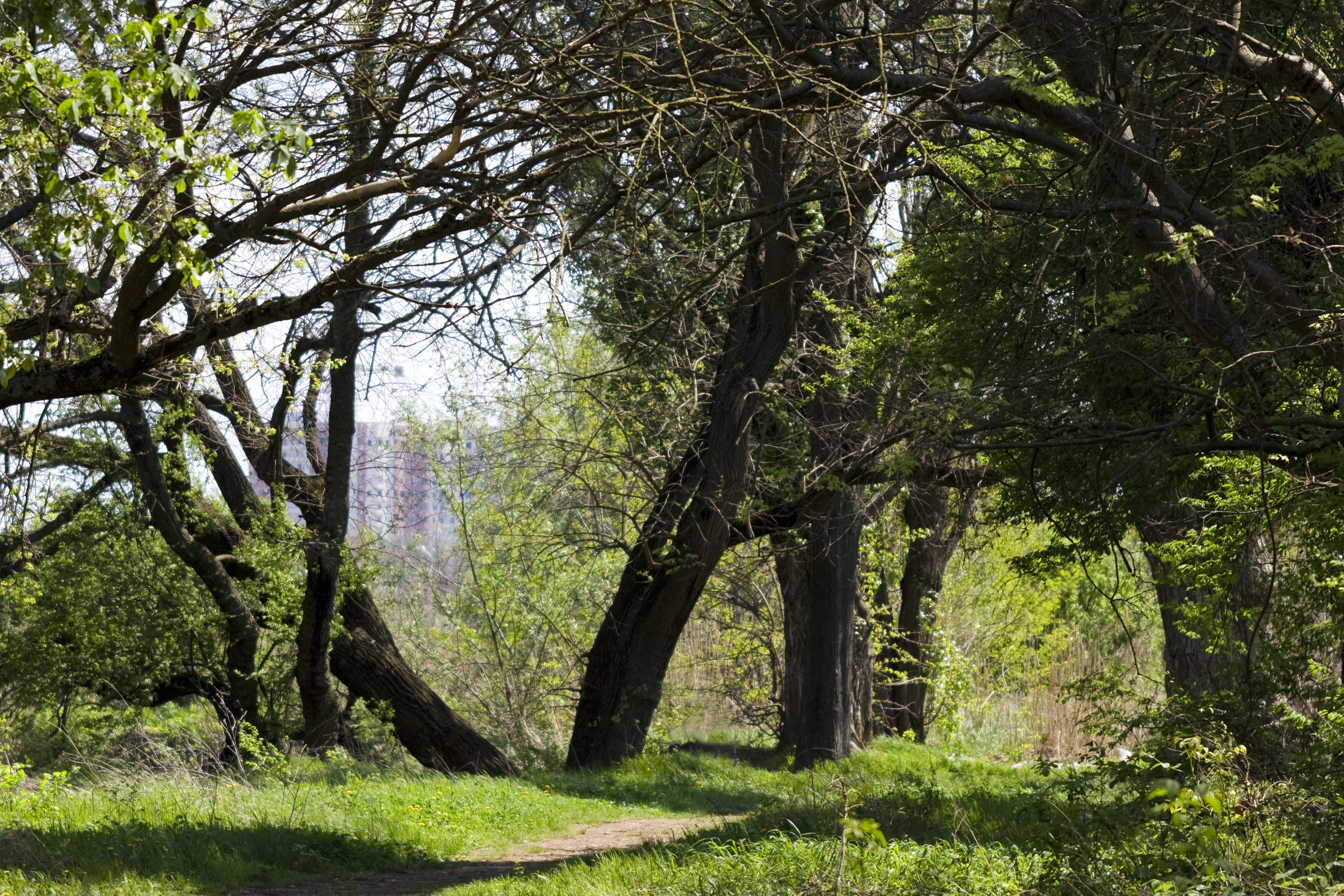

## Объекты парка
В парке расположены следующие объекты:
- памятник природы регионального значения «Дуб Титан», посаженный в 1870 году;
- берёзовая и сосновая рощи;
- зоопарк «Сафари Парк» площадью 10 га, в котором обитают более 120 видов животных и птиц;
- планетарий вместимостью до 80 человек;
- спортивный комплекс с ледовым катком;
- семейные, детские и экстремальные аттракционы;
- теннисные корты;
- спортивные площадки;
- детские площадки;
- кафе и рестораны.

## Награды
- 2004 год — победа в номинации «Лучший безопасный парк» международного смотра-конкурса «Хрустальное колесо»;
- 2006 год — победа в номинации «Инновации по привлечению посетителей в парк — Лучший зоопарк в парке» международного смотра-конкурса «Хрустальное колесо»;
- 2010 год — победа в номинации «Лучший парк развлечений с количеством посетителей более 1 млн человек в год» международного смотра-конкурса «Хрустальное колесо»[7].